# جون زيجلر
جون زيجلر سوسري خبير في التغذية والغذاء وأزمات الغذاء، يوصف بأنه من أكثر الخبراء في العالم دراية بأزمة الغذاء والجوع والفقر التي تجتاح العالم، البروفسور

## نشأته
ولد جون زيجلر في مدينة برن السويسرية عام 1934

## دراسته والتدريس الأكاديمي
- درس القانون وعلم الاجتماع والاقتصاد والعلوم السياسية في جامعة برن وجامعة باريس وجامعة كولومبيا في ولاية نيويورك في الولايات المتحدة
- حصل على درجة الدكتوراه في القانون ودرجة الدكتوراه في علم الاجتماع
- عمل أستاذا في الجامعات التالية
  - جامعة باريس
  - جامعة السوربون
  - جامعة جنيف
  - جامعة برنوبل
- حصل على وسام فارس من فرنسا في القانون والآداب
- وحصل أيضا على الوسام الذهبي من إيطاليا
- نال الدكتوراه الفخرية من جامعة مون في بلجيكا

## وظائفه في الأمم المتحدة
- عمل بمنصب مفوض الأمم المتحدة الخاص بالغذاء
- عضو المجلس الاستشاري للجنة حقوق الإنسان في الأمم المتحدة
- أستاذ علم الاجتماع في جامعة السوربون وباريس في جنيف.
- كان نائبا في البرلمان السويسري حتى العام 1999
- شغل منصب المفوض السامي لبرنامج الأمم المتحدة للحق في الغذاء في عام 2008.

## اللغات التي يجيدها
يتحدث جون زيجلر ويكتب بالغات التالية :
- اللغة الفرنسية
- اللغة الألمانية
- اللغة الإنجليزية
- اللغة الإسبانية
- اللغة البرتغالية

## كتبه
كتب العديد من الكتب والتي بمجملها تتحدث عن دول العالم الثالث والظلم الذي تلقاه خاصه الغذاء وما يتم القاءه في حاويات القمامة في بعض الدول في حين ان ما يجده افراد الشعب في بعض الدول يقل كمية عنما يتم القاءه في دول أخرى، ومقد اثارت كتبه شهية النقاد في أوروبا ودول العالم المختلفة
من كتبه :
1. أسياد الجريمة
2. المافيا الجديدة
3. ضد الديمقراطية
4. الجوع كما أرويه لابني
5. حق الغذاء
6. حكام العالم الجدد
7. العولمة
8. النهابون
9. المرتزقة الفجّر
10. أما آخر كتبه التي نشرت فهو «إمبراطورية العار».
11. ويحض الآن لكتابة كتاب جديد واسمه (كراهية الغرب).

## وصلات خارجية
- الفضائية - برامج القناة - بلا حدود - أزمة الغذاء والغلاء في العالم
- خبير أممي يرى إنتاج الغرب للوقود من الغذاء مسلكًا إجراميًا موقع المسلم
- صرخة اممية : الملايين سيموتون جوعاً خلال أشهر